# Camponotus solon
Camponotus solon é uma espécie de inseto do gênero Camponotus, pertencente à família Formicidae.